# Rugby 7

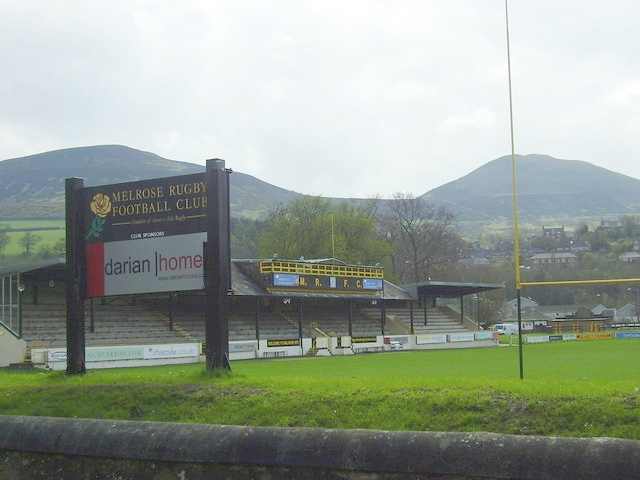
Melrose RFC

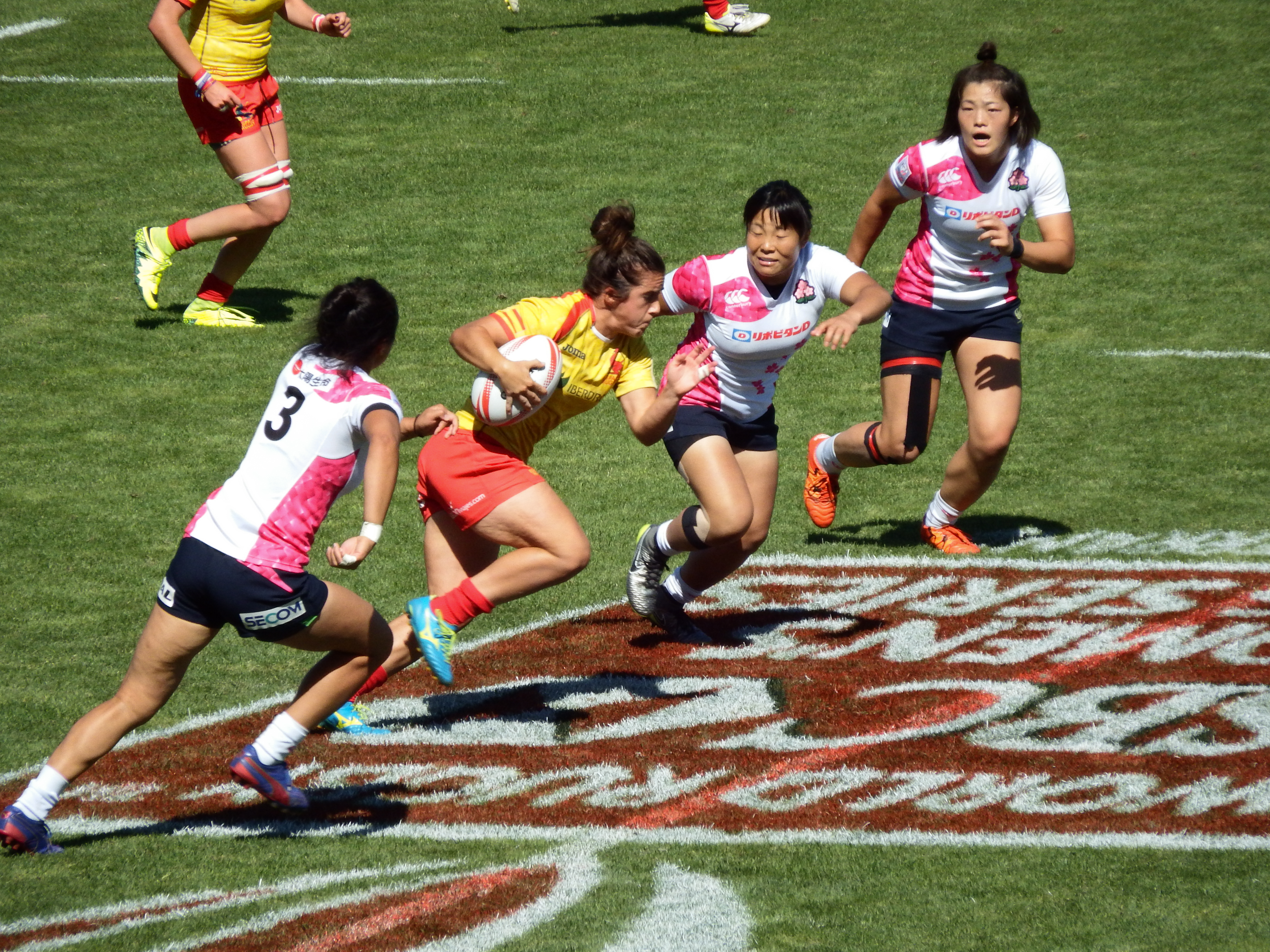
Rugby 7 femenino

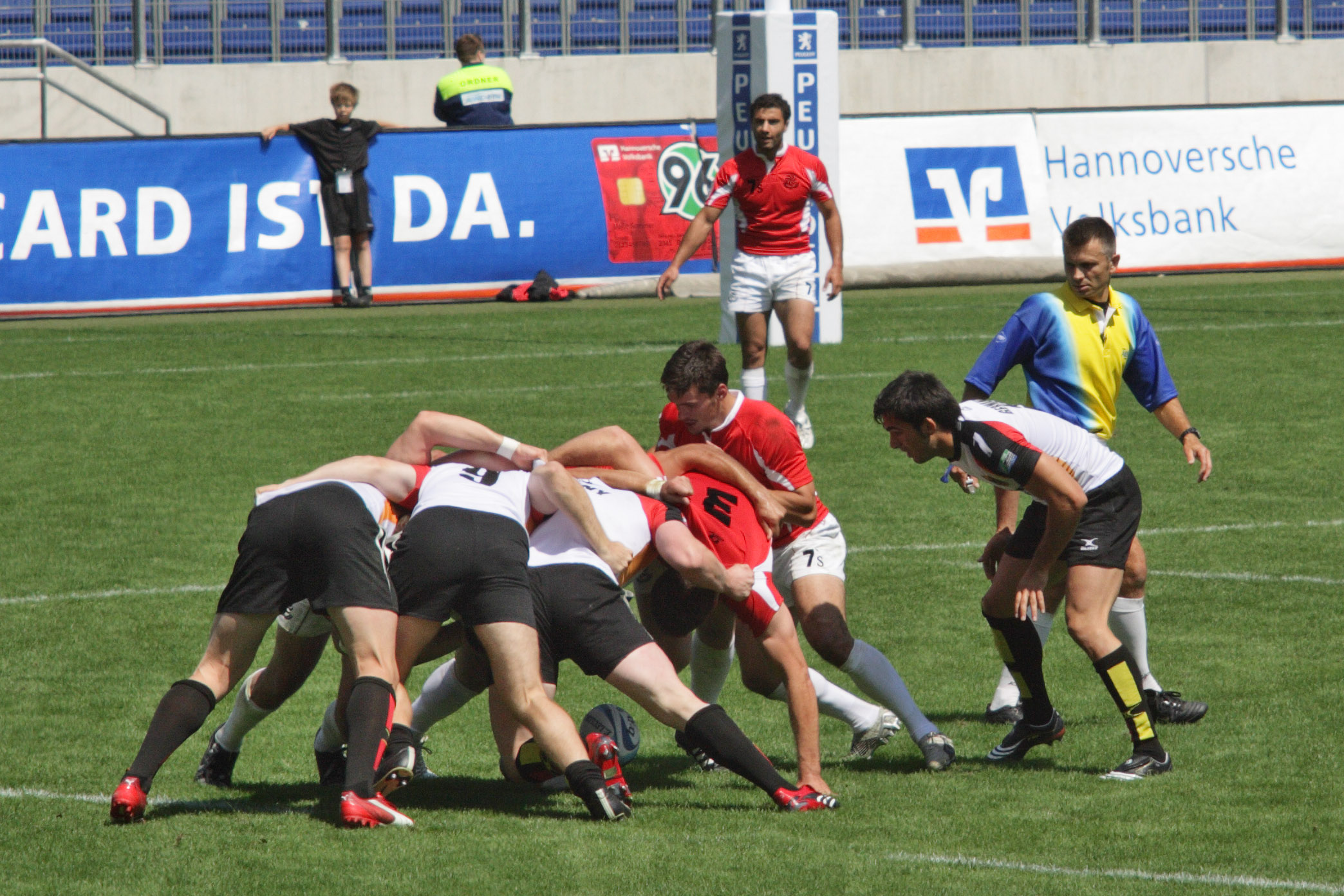
Seven Europeo de 2008

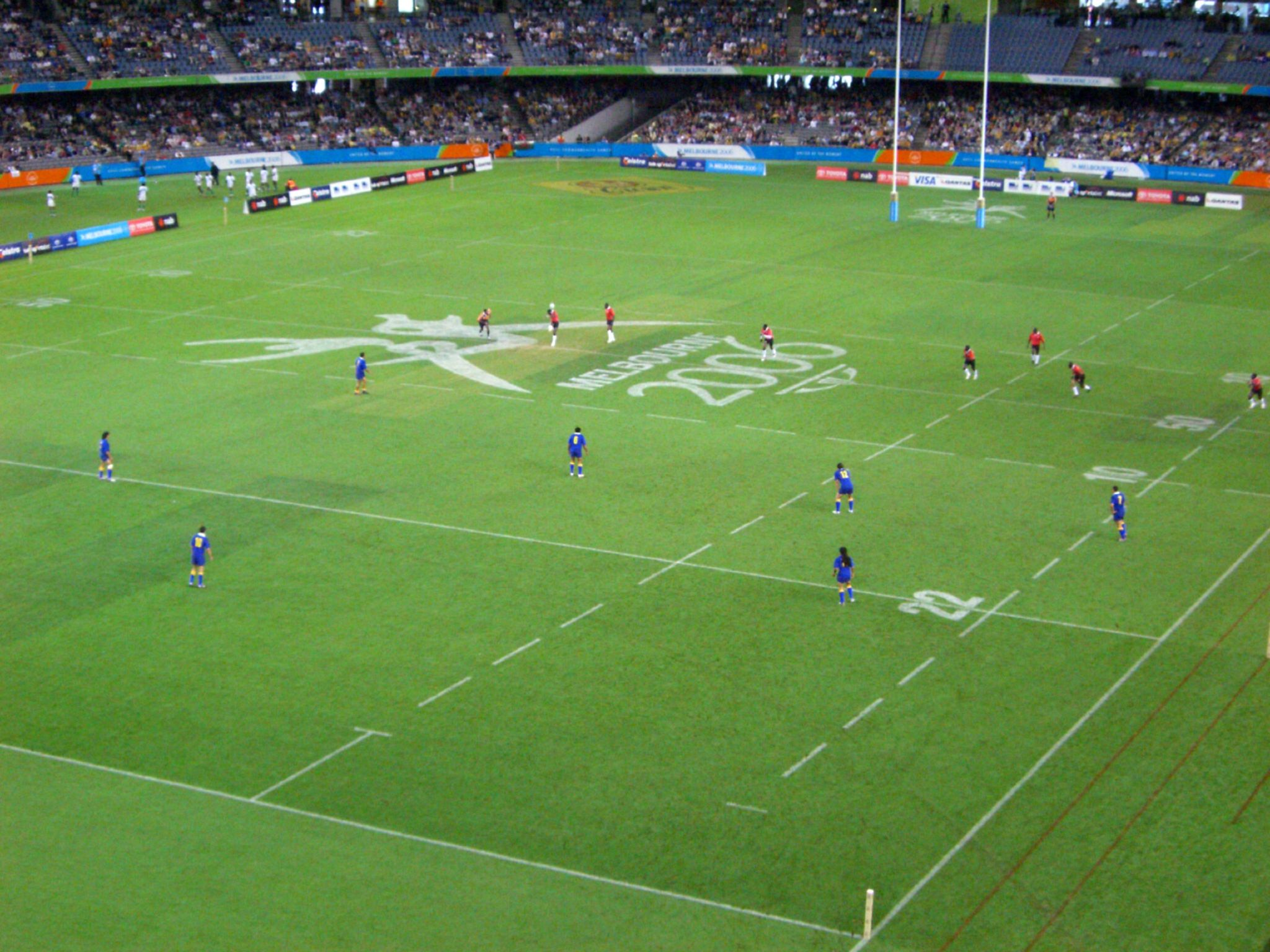
Rugby 7 durante los Juegos de la Mancomunidad de 2006, en el Telstar Dome de Melbourne, Australia.

El rugby 7, seven a side o simplemente seven, es una variante del rugby en el que juegan siete jugadores por equipo, en lugar de 15 propio del Rugby Union. Esta versión del rugby es muy popular con competiciones notables como en los Juegos Olímpicos, Copa del Mundo de Rugby 7 y la Serie Mundial Masculina de Rugby 7. También se juega a rugby 7 en acontecimientos como los Juegos de la Mancomunidad.
El organismo rector a nivel mundial del seven-a-side es la World Rugby (WR). Se juega con las reglas del rugby 15, con variaciones derivadas de la menor cantidad de jugadores y la brevedad del tiempo de juego, en un campo con las mismas dimensiones.
Mientras que un partido de rugby de quince jugadores dura 80 minutos, un partido de rugby 7 dura 14 minutos de tiempo real de juego, en dos mitades con un intervalo entre ellas de no más de dos minutos. Esto permite que se puedan realizar los torneos de rugby en un solo día o en un fin de semana. Los puntajes por partido también varían, no existiendo puntos bonus.
Sin embargo, los resultados son similares a los de la modalidad de quince jugadores; dado que la menor cantidad de jugadores en el campo tiene como consecuencia que las marcas se realizan con más regularidad en rugby 7, ya que los defensas están más separados que en Rugby union. También existen los scrums, compuestos por solo tres jugadores de cada equipo.

## Historia
El rugby 7 fue creado por Ned Haig, un carnicero de Melrose, Escocia, como un evento para recaudar fondos para su club local en 1883. El primer partido de esta modalidad se jugó en las Greenyards, donde fue bien recibido. El torneo con más participantes en todo el mundo es el National Schools Sevens del club Rosslyn Park de Londres, donde asisten más de 7 000 colegiales ingleses entre 13 y 19 años.
El primer torneo oficial de selecciones nacionales de rugby 7 fue el Torneo Internacional de Seven-a-Side de 1973, disputado en Murrayfield (Escocia), como parte de las celebraciones del centenario del rugby escocés. Contó con ocho equipos masculinos: las cinco naciones europeas (Inglaterra, Irlanda, Escocia, Gales y Francia), y tres equipos del hemisferio sur (Nueva Zelanda, Australia y President's VII de Sudáfrica)
Debido al éxito del formato, en 1976 comenzó a disputarse el Seven de Hong Kong. Originalmente, el torneo combinaba clubes y seleccionados especiales de países anglosajones con selecciones nacionales de países de Asia y Oceanía. Con el tiempo, fue aumentando la cantidad de selecciones nacionales.
En 1993, se creó la Copa del Mundo de Rugby 7, donde se juega la Melrose Cup. Se realiza cada cuatro años, aunque la séptima edición demorará cinco años.
En 1999 se conformó la Serie Mundial de Rugby 7, un certamen que consiste en siete a diez torneos de selecciones nacionales. Entre ellos se encuentran el Seven de Hong Kong, el Seven de Australia, el Seven de Nueva Zelanda, el Seven de Sudáfrica y el Seven de Londres.
El primer torneo de selecciones nacionales femeninas de rugby 7 fue el Seven de Hong Kong 1997. En 2009 se comenzó a realizar la Copa del Mundo Femenina, compartiendo escenario con la masculina. Dubái y Londres comenzaron a organizar campeonatos femeninos en la temporada 2011/12, conformando la Challenge Cup Femenina. En 2012/13 se convirtió en la Serie Mundial Femenina, y fue ampliando su calendario paulatinamente.
En Sudamérica, la CONSUR organiza el torneo Seven Sudamericano Femenino desde el 2004. Es probable que la competencia femenina se incorpore a los Commonwealth Games en 2014 o 2018.

## Variaciones de las reglas de juego
Lo más importante en el seven es la velocidad, la técnica y la buena forma física. Un equipo está compuesto mayormente por tres cuartos, a causa de su mayor velocidad y agilidad en comparación con las primeras y segundas líneas de los forwards; las terceras líneas (alas/flankers y 8) suelen forman parte también de los equipos de seven. En Argentina y algunos otros países suelen jugarse torneos de a siete jugadores con equipos formados especialmente para el torneo, que son exclusivamente forwards (delanteros) o bien exclusivamente pilares (pillier, prop). Estos mini torneos se juegan en ese país una vez finalizada la temporada regular y como forma de diversión y de mejorar destrezas en el manejo del balón por parte de los delanteros.
Además, puede ser que los jugadores necesiten ser más creativos para realizar jugadas, por la corta duración de solo 14-20 minutos por partido.
Hay muchas variantes en las reglas que se aplican al rugby a siete, principalmente para agilizar el juego y para justificar el número reducido de jugadores. Los cambios principales se pueden resumir de esta manera:
- 7 jugadores por equipo (en lugar de 15).
- 5 reservas, con solo 3 reemplazos (en lugar de 8 y 8).
- Intermedio de 2 minutos (en lugar de 10 minutos).
- Si hay empate, continúan con prórroga por muerte súbita, en períodos de 5 minutos sin intervalo.
- Las conversiones o transformaciones deben ser efectuadas mediante un puntapié de drop (en lugar de un place kick, puntapié con la pelota estacionaria).
- Se debe realizar la transformación en los 30 segundos siguientes de realizar la marca (en lugar de 90).
- Scrums o melés de 3 personas (en lugar de 8).
- El equipo que marca es el que saca, reanudando el juego (en lugar del que no ha marcado).
- Las penalizaciones derivadas del saque (como no alcanzar los 10m, sacar directamente al lateral...) se castigan con un Golpe Franco (Free kick) (en lugar de la opción usual para el equipo no infractor).
- Las tarjetas amarillas marcan una suspensión de 2 minutos (en lugar de 10 minutos).
- Las suspensiones son más graves en esta modalidad. El equipo juega con una persona menos durante 1/7 parte del partido en lugar de 1/8 parte. Además, perder una persona de 7 abre muchos más espacios que perder una de 15.
- Los árbitros deciden en ventaja rápidamente (cuando el equipo no infractor juega, normalmente finaliza la ventaja, distinto del rugby clásico).
- El puntaje obtenido por partido en las etapas de grupo, también varía: 3 puntos para el ganador, 2 puntos en caso de empate y un punto para el perdedor. No hay bonus.

## En los Juegos Olímpicos
Debido a la velocidad a la que se desarrollan los partidos y la mínima cantidad de personas requeridas, surgió el deseo de que el Rugby 7 fuera incluido en los Juegos Olímpicos (ya se jugaba en los Juegos Mundiales desde el 2001, Juegos de la Commonwealth desde 1998 y en los Juegos Panamericanos desde 2011).
La IRB adujo además la cantidad de público que reúne esta disciplina tanto en los Juegos de la Commonwealth como el Mundial de Rugby 7 debido a su popularidad. Además, podría ser una competición en la que países de pocos logros deportivos serían capaces de formar equipos de rugby competitivos, pudiendo hasta luchar por medallas. Sin embargo, el Comité Olímpico Internacional rehusó la inclusión en los Juegos Olímpicos de Londres 2012. Un miembro del COI de Suiza, Dennis Oswald, declaró: "Cuando vienes al rugby, yo no soy un especialista, pero la gente del deporte me ha dicho que el 'rugby sevens' es como de broma." Oswald, más tarde, confirmó que él nunca había observado un partido de rugby a 7, o incluso, de rugby a 15. Aunque disgustados, la IRB contestó mostrando que en términos del lema de los Juegos Olímpicos: "Citius, Altius, Fortius" (más rápido, más alto, más fuerte), un jugador de rugby era el que más parecía que poseía todos esos atributos que los competidores de otros deportes olímpicos cuya permanencia estaba a debate, como la gimnasia rítmica.
Finalmente, los miembros del COI en el congreso anual celebrado en Copenhague en 2009 decidieron que a partir de Río de Janeiro 2016 sería deporte olímpico. Debido a esto, el deporte terminó su ciclo en los Juegos Mundiales, siendo su última participación la de 2013.
Es así como en 2016 el rugby hizo su regreso a los JJ. OO. tras 92 años de ausencia, después de haber estado en cuatro de las siete primeras ediciones, solo en categoría masculina y ser excluido poco después de los Juegos de París de 1924
En esta primera edición la medalla de oro fue para el seleccionado fiyiano en la rama masculina, plata para Gran Bretaña y Bronce para Sudáfrica.  En la rama femenina las campeonas fueron Australia, segundo lugar para Nueva Zelanda y tercero para Canadá.

## Copa del Mundo
La Copa del Mundo de Rugby Sevens se celebra cada cuatro años y es el principal torneo internacional de rugby 7 fuera de los Juegos Olímpicos. El primer torneo se celebró en Murrayfield en 1993 e Inglaterra se convirtió en el primer equipo en ganar el evento. Fiji y Nueva Zelanda son los más exitosos: Fiyi ganó dos copas del Mundo y Nueva Zelanda ganó tres. En la competición masculina, los equipos compiten por la Copa Melrose y en la femenina, lanzada en 2009, compiten por el Trofeo de la Copa Mundial de Rugby Sevens Femenina.
A partir de la edición de 2018, que se celebró en San Francisco, Estados Unidos, la Copa del Mundo de Seven se celebra en pleno ciclo olímpico de verano, dos años después de cada evento. Como parte del impulso para incluir el Seven como deporte olímpico, World Rugby propuso poner fin por completo al evento de la Copa del Mundo para garantizar que el evento olímpico tuviera el mayor prestigio. Sin embargo, tras recibir comentarios, World Rugby y el COI reconocieron el beneficio de mantener el referido mundial, que cuenta con más participantes (24 equipos), pero alinearlo en el tiempo con el torneo olímpico más simplificado (12 a 16 equipos).

## Selecciones nacionales
En la rama masculina, Nueva Zelanda ha dominado Serie Mundial, al lograr el título en 14 de 24 temporadas, ostentando también la mayor cantidad de campeonatos. Las otras selecciones que ganaron títulos fueron Fiyi y Sudáfrica con 4 cada uno; y las de Australia y Samoa uno para cada uno.
Otras selecciones masculinas con logros han sido Australia, Argentina y Gales. En cambio, Francia, Escocia e Irlanda nunca se destacaron especialmente en rugby 7, a diferencia del rugby 15 donde son potencias.
La especialidad femenina ha sido históricamente dominada por las neozelandesas, ya sea con su selección nacional (1999-2001) o con el equipo Aotearoa Maorí, que ganaron todas las ediciones del Seven de Hong Kong hasta 2007 (no participaron en 2008).
La selección australiana obtuvo la primera Copa del Mundo Femenina, derrotando a Nueva Zelanda por 22 a 15 en tiempo suplementario. En 2013, Nueva Zelanda ganó el certamen de manera invicta.
En la Challenge Cup Femenina 2011-12, Inglaterra ganó dos torneos y Canadá el restante. Nueva Zelanda ganó tres en la Serie Mundial de Femenina 2012-13, e Inglaterra el restante. En un segundo escalón se ubican las selecciones femeninas de Estados Unidos, Rusia y España.

## Torneos más importantes
- Copa del Mundo de Rugby 7

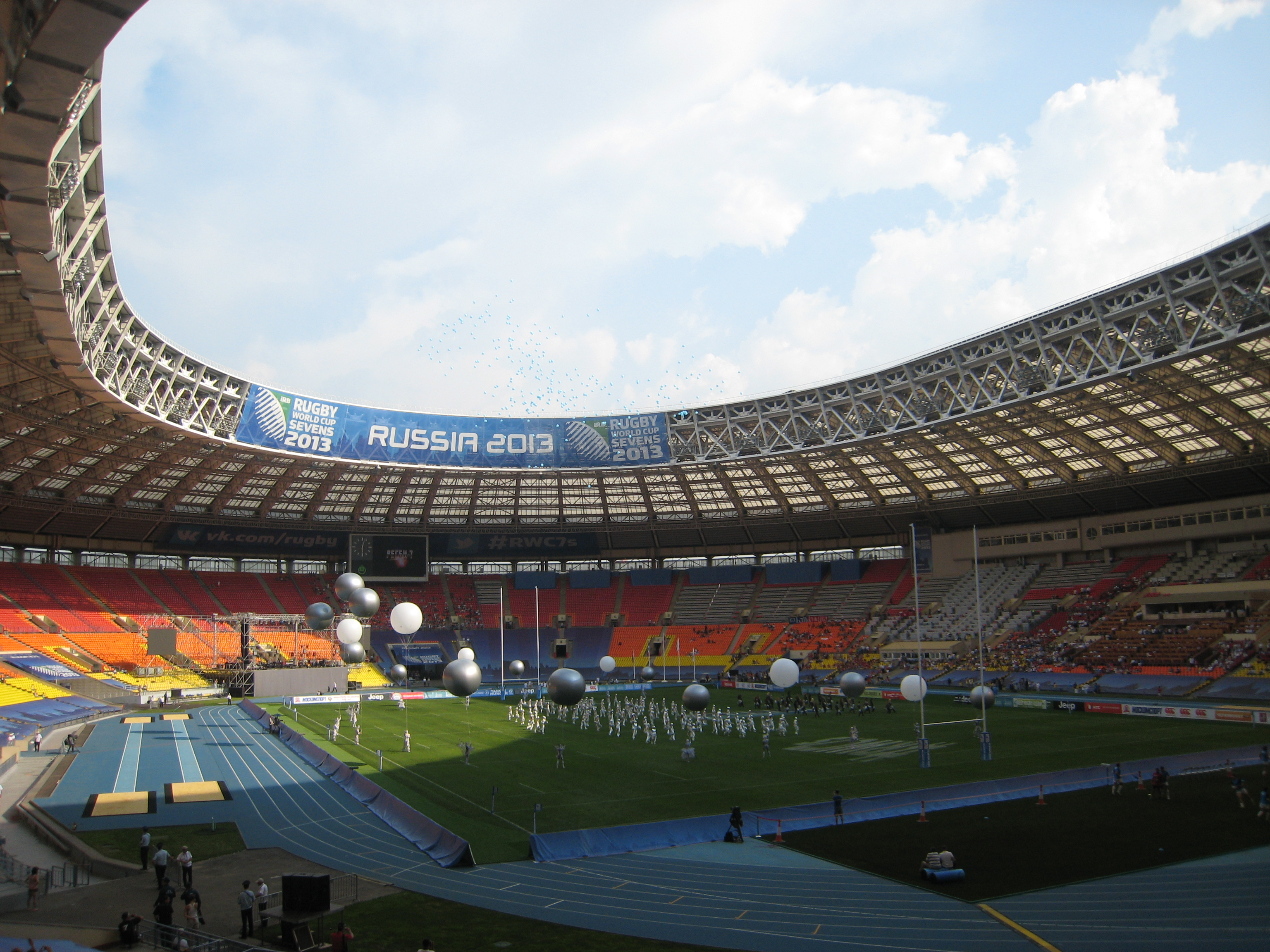
Una escena de la ceremonia inaugural de la Copa Mundial de Rugby Sevens 2013, que se celebró en el Estadio Luzhniki de Moscú, Rusia.

- Serie Mundial Masculina de Rugby 7, que en la temporada 2023/2024 incluye:
  - Seven de Dubái (Dubái)
  - Seven de Sudáfrica (Ciudad del Cabo)
  - Seven de Australia (Perth)
  - Seven de Estados Unidos (Los Ángeles)
  - Seven de Canadá (Vancouver)
  - Seven de Singapur
  - Seven de Hong Kong
  - Seven de España
- Seven Sudamericano Masculino
- Seven Sudamericano Femenino
- Melrose Sevens
- Middlesex Sevens
- Rugby 7 en los Juegos Olímpicos
- Rugby 7 en los Juegos Mundiales
- Rugby 7 en los Juegos de la Mancomunidad
- Safari Sevens

## Jugadores notables
- Waisale Serevi (Fiyi)
- Fabian Juries (Sudáfrica)
- Christian Cullen (Nueva Zelanda)
- Ben Gollings (Inglaterra)
- Andrew Turnbull (Escocia)
- Jonah Lomu (Nueva Zelanda)
- William Ryder (Fiyi)
- DJ Forbes (Nueva Zelanda)
- Michael Hunt (Nueva Zelanda)
- Vilimoni Delasau (Fiyi)
- Simon Amor (Inglaterra)
- Brian Lima (Samoa)
- Peter Miller (Australia)
- Eric Rush (Nueva Zelanda)
- Amasio Raoma Valence (Nueva Zelanda)
- Karl TeNana (Nueva Zelanda)
- Oreni Ai'i (Nueva Zelanda)
- Santiago Gómez Cora (Argentina)
- Nicolás Bruzzone (Argentina)
- David Lemi (Samoa)
- James Hook (Gales)

## Rugby league sevens
El rugby league también puede jugarse bajo reglas de siete jugadores, aunque es una alternativa más inusual que los rugby league nines, jugados con nueve participantes por bando. El juego es esencialmente idéntico al rugby league habitual, de trece jugadores, pero los scrums involucran solo tres jugadores por equipo y todas las patadas al goal deben efectuarse haciendo botar previamente la pelota en el piso (drop). Entre 1988 y 2004, año a partir del cual fue cancelado, el torneo más importante solía ser el World Sevens, que se jugaba antes del comienzo de la temporada anual de la National Rugby League en Sídney, Australia.
Los sevens de rugby league son populares entre equipos de pubs, formados por los parroquianos de algún pub. Esto es así porque generalmente resulta difícil para un pub conformar un equipo completo de 13 jugadores titulares y cuatro suplentes, y se da particularmente en el norte de Inglaterra, donde tanto el rugby league como los pubs son muy populares.